# Az Instant anyu epizódjainak listája
Az itt található lista az Instant anyu című televíziós sorozat epizódjait tartalmazza.

## Évados áttekintés
| Évad | Évad | Epizódok | Eredeti sugárzás     | Eredeti sugárzás   | Eredeti adó  | Magyar sugárzás   | Magyar sugárzás    | Magyar adó |
| Évad | Évad | Epizódok | Évadpremier          | Évadfinálé         | Eredeti adó  | Évadpremier       | Évadfinálé         | Magyar adó |
| ---- | ---- | -------- | -------------------- | ------------------ | ------------ | ----------------- | ------------------ | ---------- |
|      | 1    | 23       | 2013. szeptember 29. | 2014. június 12.   | Nick at Nite | 2017. október 3.  | 2017. október 27.  |            |
|      | 2    | 16       | 2014. október 2.     | 2015. június 3.    | NickMom      | 2017. október 21. | 2017. november 4.  |            |
|      | 3    | 26       | 2015. szeptember 19. | 2015. december 19. | TV Land      | 2017. november 7. | 2017. november 23. |            |

## 1. évad (2013-2014)
| Sor. | Év. | Cím                                                              | Rendező              | Író | Premier                               | Nézettség   |
| --- | --- | ---------------------------------------------------------------- | -------------------- | --- | ------------------------------------- | ----------- |
| 1. | 1.  | Pilot (Pilot)                                                    | John Fortenberry     | Történet: Jessica Butler és Warren Bell Tévéjáték: Jessica Butler, Warren Bell és Howard Michael Gould | 2013. szeptember 29. 2017. október 3. | 1,27 millió |
| Stephanie lemond a koktélokról és a kocsikázásról, amikor hozzámegy egy háromgyerekes pasihoz. Az új szerep rengeteg kihívást tartogat, de Stephanie-nak sikerül megőriznie a vidám, kissé felelőtlen személyiségét.                            |     |                                                                  |                      | |                                       |             |
| 2. | 2.  | Hazugságok (The Lying Game)                                      | Victor Gonzalez      | Lori Kirkland Baker                                                                                    | 2013. október 6. 2017. október 11.    | 1,17 millió |
| Stephanie azt mondja Jamesnek, hogy hazudjon nyugodtan, ha ezzel valakinek jobbá teszi a napját, de James túlzásba esik. Mindenkit behívnak az igazgatói irodába, ezért a családnak el kell döntenie, hogy kitart-e a hazugság mellett.         |     |                                                                  |                      | |                                       |             |
| 3. | 3.  | A muzsika hangja (Harp & Soul)                                   | John Fortenberry     | Annie Levine és Jonathan Emerson                                                                       | 2013. október 13. 2017. október 6.    | 1,24 millió |
| Stephanie a zeneszeretete segítségével próbál közelebb kerülni a gyerekekhez. De amikor rájuk kényszeríti, hogy hangszeres zenét tanuljanak, nyilvános leckét kap arról, hogy miért nem jó erőltetni az ilyesmit.                               |     |                                                                  |                      | |                                       |             |
| 4. | 4.  | Egyméternyi gonoszság (Forty-Two Inches of Pure Evil)            | Victor Gonzalez      | Colin Garland                                                                                          | 2013. október 20. 2017. október 10.   | 1,30 millió |
| Aaronnak gondjai vannak a suliban, és amikor Stephanie megpróbál segíteni, csak még rosszabb lesz. Gabby szeretne bekerülni a cheerleaderek közé, Maggie vállalja, hogy felkészíti rá, de túl keményen áll a feladathoz.                        |     |                                                                  |                      | |                                       |             |
| 5. | 5.  | Nem randi (Not a Date)                                           | Jody Margolin Hahn   | Matthew Claybrooks                                                                                     | 2013. október 27. 2017. október 13.   | 1,20 millió |
| Gabbyt randizni hívja egy fiú, de Charlie nem akarja, hogy 16 éves kora előtt pasizzon. Ezzel Maggie is egyet ért, de Gabby Stephanie-hoz fordul, hogy segítsen valami kiskaput találni a szigorú szabályok mellett.                            |     |                                                                  |                      | |                                       |             |
| 6. | 6.  | Rocker anyuci (Rock Mom)                                         | Jonathan Judge       | Larry Doyle                                                                                            | 2013. november 3. 2017. október 17.   | 1,29 millió |
| Gabby megkéri Stephanie-t, hogy segítsen neki felkészülni, mert szeretne énekesnő lenni egy menő együttesben. Stephanie el is látja tanácsokkal, de végül a banda tagjai őt kérik meg, hogy legyen az énekesnőjük.                              |     |                                                                  |                      | |                                       |             |
| 7. | 7.  | Farkasnőkkel táncoló (Dances With She-Wolves)                    | John Fortenberry     | Regina Y. Hicks                                                                                        | 2013. november 10. 2017. október 7.   | n/a         |
| Stephanie szeretne részt venni James iskolájának szülői táncbizottságában, de kiderül, hogy a többi anyuka nem annyira értékeli a lelkesedését.                                                                                                 |     |                                                                  |                      | |                                       |             |
| 8. | 8.  | Blogra fel! (In Blog We Trust)                                   | John Fortenberry     | Glenn Gers                                                                                             | 2013. november 24. 2017. október 5.   | n/a         |
| Stephanie blogot indít, és rengeteg tanácsot kap az olvasóitól, de kiderül, hogy a "segítőkész" idegenek valójában a gyerekek, akik szeretnének pár dolgot elérni nála.                                                                         |     |                                                                  |                      | |                                       |             |
| 9. | 9.  | The Gift of the Maggies                                          | Steve Zuckerman      | Glenn Gers                                                                                             | 2013. december 8. 2017. október 19.   | n/a         |
| 10. | 10. | Otthoni vakáció (Staycation)                                     | Jody Margolin Hahn   | Glenn Gers                                                                                             | 2014. január 5. 2017. október 14.     | 1,07 millió |
| Az utakat lezárják, ezért a Phillips család nem jut ki a reptérre, hogy elinduljon az álomnyaralásra. Stephanie-nak ez nem szegi a kedvét, úgy dönt, hogy megszervezi a világ legjobb otthoni vakációját.                                       |     |                                                                  |                      | |                                       |             |
| 11. | 11. | Babysit This                                                     | Jonathan Judge       | Russ Woody                                                                                             | 2014. január 12. 2017. október 17.    | 1,14 millió |
| 12. | 12. | Dine Hard                                                        | Victor Gonzalez      | Sean Presant                                                                                           | 2014. január 19. 2017. október 18.    | n/a         |
| 13. | 13. | Igazi romantika (True Romance)                                   | Shannon Flynn        | Annie Levine és Jonathan Emerson                                                                       | 2014. február 9. 2017. október 20.    | n/a         |
| Az első Valentin-nap a Phillips-házban lopott ékszereket, egy őrült "zaklatót" és újrahasznosított házassági esküket tartogat. |     |                                                                  |                      | |                                       |             |
| 14. | 14. | A gyerekek döntése (A Kids' Choice)                              | Howard Michael Gould | Történet: Howard Michael Gould Tévéjáték: Regina Y. Hicks és Lori Kirkland Baker                       | 2014. március 29. 2017. október 27.   | 3,44 millió |
| Gabby és James Cody Simpson-jegyeket akar nyerni egy versenyen. Aaron véletlenül megnyeri, de vissza akarja váltani a jegyeket. Amikor Cody váratlanul megjelenik náluk, a gyerekeknek vissza kell juttatniuk a sztárt a koncertjére.           |     |                                                                  |                      | |                                       |             |
| 15. | 15. | Dolgozás, spórolás (Chore Money, Chore Problems)                 | Bryan Barber         | Yamara Taylor                                                                                          | 2014. április 3. 2017. október 21.    | 1,67 millió |
| Mivel a gyerekek nem elég büszkék az otthonukra, ezért Stephanie lemondja a takarítónőt. De rögtön megbánja, amikor a gyerekek sztrájkba lépnek.                                                                                                |     |                                                                  |                      | |                                       |             |
| 16. | 16. | Requiem for Mr. Floppity                                         | Roger Christiansen   | Russ Woody                                                                                             | 2014. április 10. 2017. október 18.   | 1,35 millió |
| 17. | 17. | Buy Any Jeans Necessary                                          | John Fortenberry     | Sean Presant                                                                                           | 2014. április 17. 2017. október 19.   | n/a         |
| 18. | 18. | Távanya (Distant Mom)                                            | Shannon Flynn        | Colin Garland                                                                                          | 2014. április 24. 2017. október 24.   | 1,61 millió |
| Visszatér a gyerekek anyja, aki a világ másik felére akarja elköltöztetni őket, Stephanie-t pedig nagyon megviseli ennek gondolata. |     |                                                                  |                      | |                                       |             |
| 19. | 19. | Félelem a kempingezéstől (Camp Fear)                             | Jonathan Judge       | Lori Kirkland Baker                                                                                    | 2014. május 1. 2017. október 20.      | 1,61 millió |
| Amikor Stephanie megtudja, hogy Charlie a lakásban akar Aaronnal kempingezni, ráveszi a családot, hogy inkább menjenek el kirándulni. |     |                                                                  |                      | |                                       |             |
| 20. | 20. | Nem igazi anyák napja (Not Your Mother's Day)                    | Shannon Flynn        | Annie Levine és Jonathan Emerson                                                                       | 2014. május 8. 2017. október 26.      | 1,38 millió |
| Stephanie úgy érzi, hogy elhanyagolják anyák napján, de később rájön, hogy ő sem igazán figyelmes a saját anyjával. |     |                                                                  |                      | |                                       |             |
| 21. | 21. | Az utolsó aukcióhős (The Last Auction Hero)                      | Jonathan Judge       | Sean Presant                                                                                           | 2014. május 29. 2017. október 25.     | n/a         |
| Stephanie egy aukció szervezésével szeretné megmutatni a családnak, hogy mennyire fontos a jótékonyság, de szervezés elfelejti, hogy mit is akart megtanítani nekik ezzel.                                                                      |     |                                                                  |                      | |                                       |             |
| 22. | 22. | 48 óra (48 Hours)                                                | Victor Gonzalez      | Yamara Taylor                                                                                          | 2014. június 5. 2017. október 12.     | 1,27 millió |
| Amíg Charlie üzleti úton van, Stephanie-t meglátogatja egy régi barátja, Aaronhoz is vendég érkezik, Jamesnek leckét kell csinálnia, Gabby pedig büntetésben van, és amikor egyre több ember ugrik be hozzájuk, kezdenek elszabadulni a dolgok. |     |                                                                  |                      | |                                       |             |
| 23. | 23. | Béreljük fel a barátunkat! (Should Old Acquaintance Be for Hire) | Jonathan Judge       | Glenn Gers                                                                                             | 2014. június 12. 2017. október 25.    | 0,98 millió |
| Stephanie a tökéletes ajándékkal szeretné meglepni Charlie-t az első évfordulójukon, de a család nem bír titkot tartani. |     |                                                                  |                      | |                                       |             |

## 2. évad (2014-2015)
| Sor. | Év. | Cím                                            | Rendező          | Író                                                                        | Premier                              | Nézettség   |
| --- | --- | ---------------------------------------------- | ---------------- | -------------------------------------------------------------------------- | ------------------------------------ | ----------- |
| 24. | 1.  | Sanders visszatér (Sanders Again)              | Victor Gonzalez  | Russ Woody                                                                 | 2014. október 2. 2017. október 28.   | 1,12 millió |
| Stephanie attól tart, hogy túl sok időt tölt a munkával, amikor Aaron képzeletbeli barátja, Sanders visszatér. Stephanie utánaolvas a dolognak, majd szeretettel "fogadja" Sanderst, aki hamarosan túl messzire megy.   |     |                                                |                  |                                                                            |                                      |             |
| 25. | 2.  | Zöldséges háborúk (An Egg by Any Other Name)   | Steve Zuckerman  | Russ Woody                                                                 | 2014. október 9. 2017. október 21.   | 1,08 millió |
| A szomszédok tönkreteszik Stephanie konyhakertjét, ezért a Philips család hadjáratot indít ellenük. |     |                                                |                  |                                                                            |                                      |             |
| 26. | 3.  | Gabby's Game Boy                               | Shannon Flynn    | Történet: Howard Michael Gould Tévéjáték: Annie Levine és Jonathan Emerson | 2014. október 16. 2017. október 27.  | 1,19 millió |
| 27. | 4.  | Hullajó halloween (Children of the Candy Corn) | Bryan Barber     | Yamara Taylor                                                              | 2014. október 23. 2017. november 1.  | 1,06 millió |
| Stephanie feleslegesnek érzi magát, amikor kiderül, hogy minden gyereknek akad már programja halloweenre. Közben Charlie szeretné, ha továbbra is az ő házuk lenne a legjobban feldíszített porta a környéken.          |     |                                                |                  |                                                                            |                                      |             |
| 28. | 5.  | A legrosszabb diák (Teacher's Pest)            | Victor Gonzalez  | Sean Presant                                                               | 2014. november 6. 2017. október 31.  | 1,07 millió |
| Aaron bajba kerül, amikor a Stephanie-tól hallott "butuska" névvel illeti a tanárát. James közben meg akarja úszni a történelem házi feladatot, ezért megpróbálja Charlie-t és a tanárát összebarátkoztatni.            |     |                                                |                  |                                                                            |                                      |             |
| 29. | 6.  | James profi lesz (James Goes Pro)              | Shannon Flynn    | Glenn Gers                                                                 | 2014. november 13. 2017. október 28. | 1,00 millió |
| Jamest beszervezi egy profi gémercsapat, de nem úgy alakulnak a dolgok, ahogy megálmodta őket, ezért Stephanie és Charlie mindent megtesznek, hogy kiszállhasson belőle.                                                |     |                                                |                  |                                                                            |                                      |             |
| 30. | 7.  | Próbafúrás (Drill Team)                        | Victor Gonzalez  | Mike Langworthy                                                            | 2014. november 20. 2017. október 31. | 1,22 millió |
| Hogy a félős Aaronnak segítsen, Stephanie belemegy, hogy az ő fogait is megnézze a fogorvos, de ő is meglehetősen retteg. Gabby és Maggie azzal próbálnak pénzt keresni, hogy ők sütik a süteményt Stephanie partijára. |     |                                                |                  |                                                                            |                                      |             |
| 31. | 8.  | A népszerűség ára (Popular Mechanics)          | John Fortenberry | Glenn Gers                                                                 | 2014. december 4. 2017. november 2.  | 0,86 millió |
| James bekeveredik a népszerű srácok közé, amikor elterjed róla, hogy igazi rosszfiú. Amikor Stephanie elbeszélget vele erről, és azt akarja, hogy árulja be az egyik barátját, James nem tudja, hogy mit tegyen.        |     |                                                |                  |                                                                            |                                      |             |
| 32. | 9.  | Nem teljesen üres ház (Not Full House)         | John Fortenberry | Regina Y. Hicks                                                            | 2015. április 15. 2017. november 2.  | n/a         |
| Stephanie és Charlie gyerekmentes hétvégére indulnak New Yorkba, de Aaron elbújik a kocsiban. Közben James és Gabby eltervezik, hogy mi mindent fognak csinálni az üres házban, amíg a szülők távol vannak.             |     |                                                |                  |                                                                            |                                      |             |
| 33. | 10. | A biciklizés (How You Bike Me Now)             | Shannon Flynn    | Regina Y. Hicks                                                            | 2015. április 22. 2017. október 26.  | 0,94 millió |
| Jamesnek nem megy a kosárlabda, ezért Stephanie ráveszi, hogy inkább biciklizzen. Stephanie-t annyira leköti, hogy sikeres legyen az új vállalkozása, hogy észre sem veszi, hogy megbántotta Jamest.                    |     |                                                |                  |                                                                            |                                      |             |
| 34. | 11. | Butuska kis 16 éves (My Stupid Sweet Sixteen)  | Jonathan Judge   | Sean Presant                                                               | 2015. április 29. 2017. november 4.  | n/a         |
| Stephanie úgy csinál, mintha semmit sem tervezne Gabby születésnapjára, de közben szervezi a meglepetés bulit, ami viszont nem úgy sikerül, mint ahogyan szeretné, miután Maggie-re bízza a meghívok kiosztását.        |     |                                                |                  |                                                                            |                                      |             |
| 35. | 12. | A szörnyeteg (Yelly Monster)                   | John Fortenberry | Yamara Taylor                                                              | 2015. május 6. 2017. október 24.     | n/a         |
| Stephanie próbál kevesebbet kiabálni a gyerekekkel, de az elfelejtett leckék és a reggeli káosz miatt ez nem is annyira egyszerű feladat.                                                                               |     |                                                |                  |                                                                            |                                      |             |
| 36. | 13. | Rosszalkodni tilos (Ain't Misbehavin' or Else) | Shannon Flynn    | Larry Doyle                                                                | 2015. május 13. 2017. november 3.    | n/a         |
| Stephanie szomszédja, Eunice az "anyaság sötét mágiájával"mindenre rá tudja venni Gabbyt, Jamest és Aaront, amire Stephanie képtelen, de Stephanie aggódik, hogy ez nem tesz jót a gyerekeknek.                         |     |                                                |                  |                                                                            |                                      |             |
| 37. | 14. | Instant bál (Instant Prom)                     | Jonathan Judge   | Annie Levine és Jonathan Emerson                                           | 2015. május 20. 2017. november 4.    | n/a         |
| Noah elhívja Gabbyt az iskolai bálra, de Gabby attól fél, hogy nem fogja jól érezni magát az afteron. Stephanie és Charlie kicsit túlaggódják a dolgot, amikor kiderül, hogy a gyerekek egy hotelbe tervezik a bulit.   |     |                                                |                  |                                                                            |                                      |             |
| 38. | 15. | Ne légy Maggie! (Don't Worry, Be Maggie)       | Ken Levine       | Annie Levine és Jonathan Emerson                                           | 2015. május 27. 2017. november 3.    | n/a         |
| Stephanie azon aggódik, hogy Maggie-vé változik, amikor Gabby elmondja neki, hogy szeretne egy tetoválást. Ezért túltolja, és elkezdi egy még feltűnőbb tetoválásra rábeszélni Gabbyt.                                  |     |                                                |                  |                                                                            |                                      |             |
| 39. | 16. | Irtózatos szellemek (Ghost Busted)             | Bryan Barber     | Jeny Batten és M. Dickson                                                  | 2015. június 3. 2017. november 1.    | n/a         |
| Stephanie lesz az, aki megretten, amikor Gabbyt elviszi az első ijesztőbb filmjére. James és Aaron is beosonnak a moziba, és később megpróbálják elhitetni a félős Stephanie-val, hogy a házukban kísértet tanyázik.    |     |                                                |                  |                                                                            |                                      |             |

## 3. évad (2015)
| Sor. | Év. | Cím                                                              | Rendező              | Író                                                                                    | Premier                                 | Nézettség   |
| --- | --- | ---------------------------------------------------------------- | -------------------- | -------------------------------------------------------------------------------------- | --------------------------------------- | ----------- |
| 40. | 1.  | A félelem foka (Fear Factor)                                     | Victor Gonzalez      | Regina Y. Hicks                                                                        | 2015. szeptember 19. 2017. november 11. | 0,31 millió |
| Miután Stephanie-t ráveszik, hogy nézzen szembe az úszástól való félelmével, ő ráveszi a családot, hogy nézzenek szemben a hullámvasutazástól való félelmükkel.                                                                  |     |                                                                  |                      |                                                                                        |                                         |             |
| 41. | 2.  | Mysteries of Maggie                                              | Sheldon Epps         | Glenn Gers                                                                             | 2015. szeptember 19. 2017. november 15. | 0,36 millió |
| 42. | 3.  | Bolondok hajója (Ship of Fool)                                   | John Fortenberry     | Russ Woody                                                                             | 2015. szeptember 26. 2017. november 18. | n/a         |
| Stephanie azt szeretné, ha James és Aaron nagylelkűségből segítenének Mr. Ebnetternek megjavítania a hajóját. Hamarosan az egész család beszáll, de senkit sem a jó szándék vezérel.                                             |     |                                                                  |                      |                                                                                        |                                         |             |
| 43. | 4.  | Nem hátrálunk, nem adjuk meg magunkat (No Retreat, No Surrender) | Neel Keller          | Glenn Gers                                                                             | 2015. szeptember 26. 2017. november 8.  | n/a         |
| Gabby és James veszekedései annyira elfajulnak, hogy Stephanie és Charlie már nem is büntetik meg őket, annak reményében, hogy majd sikerül megoldaniuk a dolgot.                                                                |     |                                                                  |                      |                                                                                        |                                         |             |
| 44. | 5.  | Abrakadabra! (Bawamo Shazam)                                     | Shannon Flynn        | Sean Presant                                                                           | 2015. október 3. 2017. november 14.     | n/a         |
| Amikor Gabby összekap a szülőkkel, Maggie elviszi magával a hétvégére. Gabby és Maggie végül meglepően jól kijönnek, ezért Stephanie mindenképp meg akarja mutatni Gabbynek, hogy milyen is Maggie igazi arca.                   |     |                                                                  |                      |                                                                                        |                                         |             |
| 45. | 6.  | Ms. Dilis sofőrje (Driving Ms. Crazy)                            | Sheldon Epps         | Yamara Taylor                                                                          | 2015. október 3. 2017. november 9.      | n/a         |
| Miután büntetést kap, Gabby csak úgy vezethet, ha Stephanie is mellette van a kocsiban, de Stephanie túl gyorsan megtalálja az összhangot Gabby barátaival.                                                                      |     |                                                                  |                      |                                                                                        |                                         |             |
| 46. | 7.  | Kosaras problémák (Basket Case)                                  | Neel Keller          | Történet: Jeny Batten és M. Dickson Tévéjáték: Regina Y. Hicks és Howard Michael Gould | 2015. október 10. 2017. november 11.    | n/a         |
| Amikor Stephanie segít Aaronnak nyerni egy játékban James ellen, Charlie aggódni kezd, hogy felborul a család dinamikája. Gabby lesz a villámhárító Stephanie és Maggie konfliktusában.                                          |     |                                                                  |                      |                                                                                        |                                         |             |
| 47. | 8.  | Vakrandi (Turning a Blind Eye)                                   | Shannon Flynn        | Annie Levine és Jonathan Emerson                                                       | 2015. október 10. 2017. november 9.     | n/a         |
| Maggie megzsarolja Jamest és Aaront, hogy csináljanak úgy, mintha az öccsei lennének, amikor elkezd járni egy vak sráccal. Gabbyt megbüntetik, amikor áthívja Noah-t a szülők távollétében.                                      |     |                                                                  |                      |                                                                                        |                                         |             |
| 48. | 9.  | Éljen az elnök! (Thumper for President)                          | Howard Michael Gould | Jeny Batten és M. Dickson                                                              | 2015. október 17. 2017. november 8.     | n/a         |
| Jamest megalázza a lány, aki tetszik neki, ezért úgy dönt, hogy ő is megméretteti magát a diákelnöki pozícióért Stephanie segítségével. Charlie megkéri Gabbyt, hogy segítsen az elveszett jegygyűrűje pótlásában.               |     |                                                                  |                      |                                                                                        |                                         |             |
| 49. | 10. | A táskás hölgy (Bag Lady)                                        | Jonathan Judge       | Yamara Taylor                                                                          | 2015. október 17. 2017. november 7.     | n/a         |
| Gabby kölcsönadja Stephanie drága táskáját az egyik népszerű csajnak. Amikor a táska tönkremegy, Gabbynek ki pótolnia kell, mert Stephanie is azzal akart villogni egy közelgő eseményen.                                        |     |                                                                  |                      |                                                                                        |                                         |             |
| 50. | 11. | Megúszós (Off the Hook)                                          | Howard Michael Gould | Yamara Taylor                                                                          | 2015. október 24. 2017. november 10.    | n/a         |
| Stephanie és Charlie ráébrednek, hogy a múltban egyszer igazságtalanul büntették meg Jamest, ezért adnak neki egy "szabadulj ki a börtönből"-kártyát.                                                                            |     |                                                                  |                      |                                                                                        |                                         |             |
| 51. | 12. | Jamal a családban (Jamal in the Family)                          | John Fortenberry     | Sean Presant                                                                           | 2015. október 24. 2017. november 17.    | n/a         |
| Amikor Jamal, James idősebb unokatestvére a városba látogat, Charlie attól tart, hogy rossz hatással lesz a fiára. Aaron és Maggie megtanítják Gabbyt, hogy hogyan csinosítsa ki magát a randijára.                              |     |                                                                  |                      |                                                                                        |                                         |             |
| 52. | 13. | Barátságos tűz (Friendly Fire)                                   | Shannon Flynn        | Magda Liolis                                                                           | 2015. október 31. 2017. november 7.     | n/a         |
| Stephanie szeretné lenyűgözni az egyik kliensét, ezért megkéri Aaront, hogy barátkozzon össze a gyerekével, de nem tudja, hogy Aaron retteg a fiútól. Charlie helyett Gabby menti meg a fuldokló Maggie-t.                       |     |                                                                  |                      |                                                                                        |                                         |             |
| 53. | 14. | Két srác és egy Gabby (Two Guys and a Gabby)                     | Sheldon Epps         | Sean Presant                                                                           | 2015. október 31. 2017. november 10.    | n/a         |
| Amikor Gabby és Noah kapcsolata problémás lesz, Gabby egy gyerekkori barátja segítségével akarja féltékennyé tenni Noah-t. Stephanie befrászol, amikor Aaron véletlenül "anyu"-nak szólítja.                                     |     |                                                                  |                      |                                                                                        |                                         |             |
| 54. | 15. | Divatellenes bűnök (Crimes of Fashion)                           | John Fortenberry     | Sean Presant                                                                           | 2015. november 7. 2017. november 16.    | n/a         |
| James diáklázadás szít Stephanie segítségével, amikor az igazgató elkezdi szabályozni, hogy a diákok milyen ruhákat hordhatnak az iskolában. Gabby megtanítja Charlie-t a közösségi oldalak használatára.                        |     |                                                                  |                      |                                                                                        |                                         |             |
| 55. | 16. | Okoska (Smarty Bowl)                                             | John Fortenberry     | Yamara Taylor                                                                          | 2015. november 7. 2017. november 16.    | n/a         |
| Stephanie nagyon élvezi, hogy Aaron felnéz rá, de hogy megtartsa a státuszát, Gabbytől kell segítséget kérnie a matematika házi feladatban. Az epizódban Obba Babatunde vendégszerepel.                                          |     |                                                                  |                      |                                                                                        |                                         |             |
| 56. | 17. | Érettségi (S-A-Tease)                                            | Howard Michael Gould | Annie Levine és Jonathan Emerson                                                       | 2015. november 14. 2017. november 18.   | n/a         |
| Az érettségi előtti estén Gabby úgy dönt, hogy inkább változtat a tervein, aminek Charlie és Maggie nem igazán örülnek. James és Aaron nem túl boldogok attól, hogy osztozniuk kell a hálószobán.                                |     |                                                                  |                      |                                                                                        |                                         |             |
| 57. | 18. | Nemzetközi incidens (International Incident)                     | Neel Keller          | Glenn Gers                                                                             | 2015. november 14. 2017. november 17.   | n/a         |
| James megpróbálja elhitetni Stephanie-val és Charlie-val, hogy az egyik barátja egy cserediák, de nem úgy sül el a dolog, ahogy tervezte.                                                                                        |     |                                                                  |                      |                                                                                        |                                         |             |
| 58. | 19. | Na tessék! (Yoot There It Is)                                    | Neel Keller          | Glenn Gers                                                                             | 2015. november 21. 2017. november 22.   | n/a         |
| James és Gabby elkezdik Maggie gyümölcsös rágcsáit árulni, de Maggie rájön a turpisságra, és elkezdi követelni a jussát. |     |                                                                  |                      |                                                                                        |                                         |             |
| 59. | 20. | A nagyfiú (Walk Like a Boy)                                      | Jonathan Judge       | Larry Doyle                                                                            | 2015. november 21. 2017. november 21.   | n/a         |
| Aaron úgy érzi, hogy már elég nagy ahhoz, hogy egyedül menjen haza, de amikor a rendőrök viszik haza, Stepanie-t és Charlie-t felkeresi a gyámügy.                                                                               |     |                                                                  |                      |                                                                                        |                                         |             |
| 60. | 21. | Pénz, pénz, pénz (Dollar Sign)                                   | Ken Levine           | Annie Levine és Jonathan Emerson                                                       | 2015. december 5. 2017. november 21.    | n/a         |
| Stephanie úgy érzi, hogy Gabbyt túlságosan elkényeztetik, ezért ráveszi, hogy keresse meg az autójára a pénzt. James és Maggie elkezdenek idősebb embereket fiatalos szlengre tanítani.                                          |     |                                                                  |                      |                                                                                        |                                         |             |
| 61. | 22. | Bug Out                                                          | Sheldon Epps         | Annie Levine és Jonathan Emerson                                                       | 2015. december 5. 2017. november 15.    | n/a         |
| 62. | 23. | A csajozógép (Playa Hata)                                        | Neel Keller          | Yamara Taylor                                                                          | 2015. december 12. 2017. november 23.   | n/a         |
| Charlie végre megengedi Gabbynek, hogy randira menjen, de így már nincs is annyira kedve hozzá. James közben nem tud választani két lány között.                                                                                 |     |                                                                  |                      |                                                                                        |                                         |             |
| 63. | 24. | A zsarnok (Hourly Rage)                                          | Shannon Flynn        | Jeny Batten és M. Dickson                                                              | 2015. december 12. 2017. november 14.   | n/a         |
| Stephanie rájön, hogy Gabby zsarnokoskodik a többi gyerekkel, ezért beszáll ő is a közös házi feladat elkészítésébe. Amikor kiderül, hogy többi gyerek semmit nem hajlandó segíteni, kezdi úgy érezni, hogy Gabbynek igaza volt. |     |                                                                  |                      |                                                                                        |                                         |             |
| 64. | 25. | A denevér (Gone Batty)                                           | Victor Gonzalez      | Jeny Batten és M. Dickson                                                              | 2015. december 19. 2017. november 22.   | 0,20 millió |
| Gabby megpróbálja felfedni az igazságot, amikor rájön, hogy az exe új csaja csak kihasználja a fiút, de mindenki azt gondolja róla, hogy csak féltékeny. Aaron, Charlie és Maggie egy denevért keresnek a házban.                |     |                                                                  |                      |                                                                                        |                                         |             |
| 65. | 26. | A végéig nincs vége (Ain't Over Till It's Over)                  | Howard Michael Gould | Howard Michael Gould                                                                   | 2015. december 19. 2017. november 23.   | 0,20 millió |
| Amikor Gabby elmegy otthonról a főiskolára, James és Aaron pedig az anyjukhoz akarnak költözni, Stephanie és Charlie elgondolkodik a gyerekvállaláson.                                                                           |     |                                                                  |                      |                                                                                        |                                         |             |